# Scottish Championship
El Scottish Championship, hasta la temporada 2012-13 llamada Primera División de Escocia (en inglés Scottish Football League First Division), es la segunda categoría en el sistema de liga de fútbol escocés.

## Formato
El torneo lo conforman 10 equipos, los cuales se enfrentan en un sistema de todos-contra-todos a 4 vueltas, para un total de 36 partidos. El campeón obtiene el ascenso directo a la Scottish Premiership, mientras que el último lugar desciende a la Scottish League One. El segundo, tercero y cuarto lugar de la clasificación disputan un playoff con el undécimo lugar de la Premiership para definir al equipo que juega en la máxima categoría la siguiente temporada. El noveno lugar se enfrenta al segundo, tercero y cuarto lugar de la League One para definir al equipo que jugará en la segunda categoría en la siguiente temporada.

## Equipos de la temporada 2025-2026
| Club                 | Ciudad        | Estadio           | Capacidad |
| -------------------- | ------------- | ----------------- | --------- |
| Airdrieonians FC     | Airdrie       | Excelsior Stadium | 10.101    |
| Arbroath FC          | Arbroath      | Gayfield Park     | 6.600     |
| Ayr United           | Ayr           | Somerset Park     | 10.180    |
| Dunfermline Athletic | Dunfermline   | East End Park     | 11.480    |
| Greenock Morton      | Greenock      | Cappielow Park    | 11.100    |
| Partick Thistle      | Glasgow       | Firhill Stadium   | 10.887    |
| Queen's Park FC      | Stenhousemuir | Ochilview Park    | 3.746     |
| Raith Rovers         | Kirkcaldy     | Stark's Park      | 10.104    |
| Ross County FC       | Dingwall      | Victoria Park     | 6.541     |
| St. Johnstone FC     | Perth         | McDiarmid Park    | 10.696    |

## Palmarés
| Scottish League Division Two | Scottish League Division Two                          | Scottish League Division Two |
| Temporada                    | Campeón                                               | Subcampeón                   |
| ---------------------------- | ----------------------------------------------------- | ---------------------------- |
| 1893–94                      | Hibernian                                             | Cowlairs                     |
| 1894–95                      | Hibernian                                             | Motherwell                   |
| 1895–96                      | Abercorn                                              | Leith Athletic               |
| 1896–97                      | Partick Thistle                                       | Leith Athletic               |
| 1897–98                      | Kilmarnock                                            | Port Glasgow Athletic        |
| 1898–99                      | Kilmarnock                                            | Leith Athletic               |
| 1899–00                      | Partick Thistle                                       | Greenock Morton              |
| 1900–01                      | St. Bernard's                                         | Airdrieonians                |
| 1901–02                      | Port Glasgow Athletic                                 | Partick Thistle              |
| 1902–03                      | Airdrieonians                                         | Motherwell                   |
| 1903–04                      | Hamilton Academical                                   | Clyde                        |
| 1904–05                      | Clyde                                                 | Falkirk                      |
| 1905–06                      | Leith Athletic                                        | Clyde                        |
| 1906–07                      | St. Bernard's                                         | Vale of Leven                |
| 1907–08                      | Raith Rovers                                          | Dumbarton                    |
| 1908–09                      | Abercorn                                              | Raith Rovers                 |
| 1909–10                      | Leith Athletic y Raith Rovers                         | ----------                   |
| 1910–11                      | Dumbarton                                             | Ayr United                   |
| 1911–12                      | Ayr United                                            | Abercorn                     |
| 1912–13                      | Ayr United                                            | Dunfermline Athletic         |
| 1913–14                      | Cowdenbeath                                           | Albion Rovers                |
| 1914–15                      | Cowdenbeath                                           | Leith Athletic               |
|                              | Ediciones no disputadas por la Primera Guerra Mundial |                              |
| 1921–22                      | Alloa Athletic                                        | Cowdenbeath                  |
| 1922–23                      | Queen's Park                                          | Clydebank                    |
| 1923–24                      | St. Johnstone                                         | Cowdenbeath                  |
| 1924–25                      | Dundee United                                         | Clydebank                    |
| 1925–26                      | Dunfermline Athletic                                  | Clyde                        |
| 1926–27                      | Bo'ness                                               | Raith Rovers                 |
| 1927–28                      | Ayr United                                            | Third Lanark                 |
| 1928–29                      | Dundee United                                         | Greenock Morton              |
| 1929–30                      | Leith Athletic                                        | East Fife                    |
| 1930–31                      | Third Lanark                                          | Dundee United                |
| 1931–32                      | East Stirlingshire                                    | St. Johnstone                |
| 1932–33                      | Hibernian                                             | Queen of the South           |
| 1933–34                      | Albion Rovers                                         | Dunfermline Athletic         |
| 1934–35                      | Third Lanark                                          | Arbroath                     |
| 1935–36                      | Falkirk                                               | St. Mirren                   |
| 1936–37                      | Ayr United                                            | Greenock Morton              |
| 1937–38                      | Raith Rovers                                          | Albion Rovers                |
| 1938–39                      | Cowdenbeath                                           | Alloa Athletic               |
|                              | Ediciones no disputadas por la Segunda Guerra Mundial |                              |
| 1946–47                      | Dundee FC                                             | Airdrieonians                |
| 1947–48                      | East Fife                                             | Albion Rovers                |
| 1948–49                      | Raith Rovers                                          | Stirling Albion              |
| 1949–50                      | Greenock Morton                                       | Airdrieonians                |
| 1950–51                      | Queen of the South                                    | Stirling Albion              |
| 1951–52                      | Clyde                                                 | Falkirk                      |
| 1952–53                      | Stirling Albion                                       | Hamilton Academical          |
| 1953–54                      | Motherwell                                            | Kilmarnock                   |
| 1954–55                      | Airdrieonians                                         | Dunfermline Athletic         |
| 1955–56                      | Queen's Park                                          | Ayr United                   |
| 1956–57                      | Clyde                                                 | Third Lanark                 |
| 1957–58                      | Stirling Albion                                       | Dunfermline Athletic         |
| 1958–59                      | Ayr United                                            | Arbroath                     |
| 1959–60                      | St. Johnstone                                         | Dundee United                |
| 1960–61                      | Stirling Albion                                       | Falkirk                      |
| 1961–62                      | Clyde                                                 | Queen of the South           |
| 1962–63                      | St. Johnstone                                         | East Stirlingshire           |
| 1963–64                      | Greenock Morton                                       | Clyde                        |
| 1964–65                      | Stirling Albion                                       | Hamilton Academical          |
| 1965–66                      | Ayr United                                            | Airdrieonians                |
| 1966–67                      | Greenock Morton                                       | Raith Rovers                 |
| 1967–68                      | St. Mirren                                            | Arbroath                     |
| 1968–69                      | Motherwell                                            | Ayr United                   |
| 1969–70                      | Falkirk                                               | Cowdenbeath                  |
| 1970–71                      | Partick Thistle                                       | East Fife                    |
| 1971–72                      | Dumbarton                                             | Arbroath                     |
| 1972–73                      | Clyde                                                 | Dunfermline Athletic         |
| 1973–74                      | Airdrieonians                                         | Kilmarnock                   |
| 1974–75                      | Falkirk                                               | Queen of the South           |
| Scottish First Division      |                                                       |                              |
| 1975–76                      | Partick Thistle                                       | Kilmarnock                   |
| 1976–77                      | St. Mirren                                            | Clydebank                    |
| 1977–78                      | Greenock Morton                                       | Heart of Midlothian          |
| 1978–79                      | Dundee FC                                             | Kilmarnock                   |
| 1979–80                      | Heart of Midlothian                                   | Airdrieonians                |
| 1980–81                      | Hibernian                                             | Dundee FC                    |
| 1981–82                      | Motherwell                                            | Kilmarnock                   |
| 1982–83                      | St. Johnstone                                         | Heart of Midlothian          |
| 1983–84                      | Greenock Morton                                       | Dumbarton                    |
| 1984–85                      | Motherwell                                            | Clydebank                    |
| 1985–86                      | Hamilton Academical                                   | Falkirk                      |
| 1986–87                      | Greenock Morton                                       | Dunfermline Athletic         |
| 1987–88                      | Hamilton Academical                                   | Meadowbank                   |
| 1988–89                      | Dunfermline Athletic                                  | Falkirk                      |
| 1989–90                      | St. Johnstone                                         | Airdrieonians                |
| 1990–91                      | Falkirk                                               | Airdrieonians                |
| 1991–92                      | Dundee FC                                             | Partick Thistle              |
| 1992–93                      | Raith Rovers                                          | Kilmarnock                   |
| 1993–94                      | Falkirk                                               | Dunfermline Athletic         |
| 1994–95                      | Raith Rovers                                          | Dunfermline Athletic         |
| 1995–96                      | Dunfermline Athletic                                  | Dundee United                |
| 1996–97                      | St. Johnstone                                         | Airdrieonians                |
| 1997–98                      | Dundee FC                                             | Falkirk                      |
| 1998–99                      | Hibernian                                             | Falkirk                      |
| 1999–00                      | St. Mirren                                            | Dunfermline Athletic         |
| 2000–01                      | Livingston                                            | Ayr United                   |
| 2001–02                      | Partick Thistle                                       | Airdrieonians                |
| 2002–03                      | Falkirk                                               | Clyde                        |
| 2003–04                      | Inverness CT                                          | Clyde                        |
| 2004–05                      | Falkirk                                               | St. Mirren                   |
| 2005–06                      | St. Mirren                                            | St. Johnstone                |
| 2006–07                      | Gretna                                                | St. Johnstone                |
| 2007–08                      | Hamilton Academical                                   | Dundee FC                    |
| 2008–09                      | St. Johnstone                                         | Partick Thistle              |
| 2009–10                      | Inverness CT                                          | Dundee FC                    |
| 2010–11                      | Dunfermline Athletic                                  | Raith Rovers                 |
| 2011–12                      | Ross County                                           | Dundee FC                    |
| 2012–13                      | Partick Thistle                                       | Greenock Morton              |
| Scottish Championship        |                                                       |                              |
| 2013–14                      | Dundee FC                                             | Hamilton Academical          |
| 2014–15                      | Heart of Midlothian                                   | Hibernian                    |
| 2015–16                      | Rangers                                               | Falkirk                      |
| 2016–17                      | Hibernian                                             | Falkirk                      |
| 2017–18                      | St. Mirren                                            | Livingston                   |
| 2018–19                      | Ross County                                           | Dundee United                |
| 2019–20                      | Dundee United                                         | Inverness CT                 |
| 2020–21                      | Heart of Midlothian                                   | Dundee FC                    |
| 2021–22                      | Kilmarnock                                            | Arbroath                     |
| 2022–23                      | Dundee FC                                             | Ayr United                   |
| 2023–24                      | Dundee United                                         | Raith Rovers                 |

## Títulos por club
| Club                  | Campeón | Subcampeón | Años campeón                             |
| --------------------- | ------- | ---------- | ---------------------------------------- |
| Falkirk               | 7       | 9          | 1936, 1970, 1975, 1991, 1994, 2003, 2005 |
| St. Johnstone         | 7       | 3          | 1924, 1960, 1963, 1983, 1990, 1997, 2009 |
| Ayr United            | 6       | 5          | 1912, 1913, 1928, 1937, 1959, 1966       |
| Raith Rovers          | 6       | 5          | 1908, 1910, 1938, 1949, 1993, 1995       |
| Greenock Morton       | 6       | 3          | 1950, 1964, 1967, 1978, 1984, 1987       |
| Partick Thistle       | 6       | 3          | 1897, 1900, 1971, 1976, 2002, 2013       |
| Dundee FC             | 6       | 3          | 1947, 1979, 1992, 1998, 2014, 2023       |
| Hibernian             | 6       | 1          | 1894, 1895, 1933, 1981, 1999, 2017       |
| Clyde                 | 5       | 6          | 1905, 1952, 1957, 1962, 1973             |
| Saint Mirren          | 5       | 2          | 1968, 1977, 2000, 2006, 2018             |
| Dundee United         | 4       | 3          | 1925, 1929, 2020, 2024                   |
| Dunfermline Athletic  | 4       | 9          | 1926, 1989, 1996, 2011                   |
| Hamilton Academical   | 4       | 3          | 1904, 1986, 1988, 2008                   |
| Motherwell            | 4       | 2          | 1954, 1969, 1982, 1985                   |
| Stirling Albion       | 4       | 2          | 1953, 1958, 1961, 1965                   |
| Airdrieonians         | 3       | 9          | 1903, 1955, 1974                         |
| Kilmarnock            | 3       | 6          | 1898, 1899, 2022                         |
| Leith Athletic        | 3       | 4          | 1906, 1910, 1930                         |
| Cowdenbeath           | 3       | 3          | 1914, 1915, 1939                         |
| Heart of Midlothian   | 3       | 2          | 1980, 2015, 2021                         |
| Dumbarton             | 2       | 2          | 1911, 1972                               |
| Third Lanark          | 2       | 2          | 1931, 1935                               |
| Abercorn              | 2       | 1          | 1896, 1909                               |
| Queen's Park          | 2       | —          | 1923, 1956                               |
| St Bernard's          | 2       | —          | 1901, 1907                               |
| Inverness CT          | 2       | —          | 2004, 2010                               |
| Ross County           | 2       | —          | 2012, 2019                               |
| Albion Rovers         | 1       | 3          | 1934                                     |
| Queen of the South    | 1       | 3          | 1951                                     |
| East Fife             | 1       | 2          | 1948                                     |
| Alloa Athletic        | 1       | 1          | 1922                                     |
| East Stirlingshire    | 1       | 1          | 1932                                     |
| Port Glasgow Athletic | 1       | 1          | 1902                                     |
| Livingston            | 1       | 1          | 2001                                     |
| Bo'ness United        | 1       | —          | 1927                                     |
| Gretna                | 1       | —          | 2007                                     |
| Rangers               | 1       | —          | 2016                                     |
| Arbroath              | —       | 5          | -----                                    |
| Clydebank             | —       | 4          | -----                                    |
| Cowlairs              | —       | 1          | -----                                    |
| Meadowbank Thistle    | —       | 1          | -----                                    |
| Vale of Leven         | —       | 1          | -----                                    |